# Barira
Barira ist eine philippinische Stadtgemeinde in der Provinz Maguindanao del Norte. Sie hat 30.004 Einwohner (Zensus 1. August 2015).

## Baranggays
Barira ist politisch in 14 Baranggays unterteilt.
- Barira (Pob.)
- Bualan
- Gadung
- Korosoyan
- Lamin
- Liong
- Lipa
- Lipawan
- Marang
- Nabalawag
- Panggao
- Rominimbang
- Togaig
- Minabay